# Герб Ханты-Мансийского автономного округа — Югры
Герб Ханты-Мансийского автономного округа — Югры является официальным символом Ханты-Мансийского автономного округа — Югры, наряду с флагом и гимном.
Текущая редакция принята 24 декабря 2020 года; наряду с ней на время переходного периода до 1 января 2022 года в силе оставалась версия 1995 года.

## Описание и обоснование символики
Геральдическое описание (блазон) гласит:
В рассечённом лазоревом и зелёном поле серебряная птица «Кат ухуп вой» с двумя, подобными орлиным, головами на длинных шеях, четырьмя лапами и видимым между головами и шеями хвостом, подобно павлиньему, и широко просечённым в цвета поля; щит увенчан золотой земельной короной о семи видимых зубцах, средний из которых завершён пламенем, и с поясом национального орнамента на обруче
Щитодержатели — два золотых с чёрными глазами и носами медведя, поддерживающие два золотых древка с государственными флагами Ханты-Мансийского автономного округа — Югры на подножии из зелёных кедровых ветвей с зелёными шишками; девиз «Делами великая» начертан серебряными литерами на лазоревой ленте.

Предания о двуглавой птице «Кат ухуп вой» запечатлены в культуре хантов и манси. Фольклорное описание гласит: 
Его одно крыло — семь саженей, второе крыло — семь саженей. Мог целые сопки поднимать
Синий цвет, как и на флаге округа, символизирует водные ресурсы региона: около 30 тысяч рек и 290 тысяч озер. Зелёный цвет — символ бескрайней сибирской тайги. Белый цвет напоминает о суровой зиме, северных снегах, покрывающих территорию округа в течение семи месяцев в году. Золотая земельная корона показывает статус субъекта федерации. Факел на среднем зубце символизирует нефтегазодобывающий промысел. Обод из орнамента на короне отражает культуру коренных народов севера.
Медведи — священные животные для хантов и манси. Также медведь — охранитель земли и хозяин тайги. В геральдике медведь олицетворяет силу и предусмотрительность. Золотой цвет медведей означает природные богатства.
Медведи держат в лапах флаги, что подчеркивает особое почётное место региона в России, а также отражает историческую преемственность округа по отношению к располагавшимся на его территории в древности княжествам.
Зелёные кедровые ветви в качестве подножия для щитодержателей показывают расположение округа в лесной таёжной зоне.

## История

### Герб 1995 года
Принятый в 1995 году герб Ханты-Мансийского автономного округа представлял собой серебряную эмблему, расположенную на подкладе двух щитов, вписанных один в другой, и воспроизводящую стилизованный символ «Кат ухуп вой» (двуглавая птица) в поле рассеченного лазоревого (синего, голубого) и зелёного щита. Контур щита обведён золотом.
Фигурный щит вписан в прямой щит красного цвета, представляющий собой прямоугольник с фигурным заострением в нижней части. Щит увенчан элементом белого цвета, выполненным в орнаментальном стиле обских угров, и окружен венком из зеленых кедровых ветвей. Девиз «Югра» начертан серебряными литерами на лазоревой ленте, расположенной под щитом.
На гербе изображена сакральная фигура птицы, присущая древним культовым традициям финно-угорских племен данного региона. Птица изображена в виде парно расположенных, совмещенных хвостами мифических птиц. Своими крыльями птицы поддерживают восходящее солнце, являющегося покровителем древних народов Урала, а также Зауралья. Угорские племена, пришедшие в эти районы в 1 тысячелетии до новой эры из степей Северного Казахстана и Западной Сибири, стали одними из предков современных коренных народов: ханты и манси. Русские в конце одиннадцатого  века называли их «югры». Таким образом, регион получил название «Югра».
Корона, выполненная в форме рогов олицетворяет основное занятие коренного населения — оленеводство. Хвойные ветви являются символом флоры региона.
Синий цвет символизирует красоту и величие.
Зелёный цвет обозначает жизнь.
Белый цвет обозначает снега.

### Приведение к нормам геральдики
Принятый в 1995 году герб в государственный геральдический реестр не был внесён как противоречащий правилам геральдики. При экспертизе в 2008 году Геральдический совет при Президенте РФ высказал следующие замечания: венки, окружающие гербовые щиты, указывают на то, что владелец герба полностью лишен прав суверенитета и самостоятельности, тогда как округ является суверенным субъектом РФ; использованный прием «щит в щите» толкуется таким образом, что при своем формировании автономный округ завоевал некую другую территорию; синяя лента с надписью «Югра» символизирует то, что регион был награжден орденом Андрея Первозванного, что также не соответствует действительности, кроме того на девизной ленте должен размещаться девиз, а не название региона.
Первая попытка привести герб в соответствие правилам была предпринята в 2017 году, однако этот вариант был холодно встречен общественностью и было решено продолжить дискуссию.
В 2019 году на обсуждение общественности было предоставлено четыре варианта обновлённого герба (различающиеся цветом медведей-щитодержателей и формой короны, венчающий щит), созданный с учётом замечаний экспертов и общественности к варианту 2017 года.
В 2020 проект герба был доработан — медведей-щитодержателей сделали золотыми; щит венчает земельная корона, отражающая статус Югры как субъекта РФ, а из её центрального зубца стал вырываться огонь, символизирующий нефтегазовый промысел региона (созвучно изображению земельной короны герба ЯНАО). 24 декабря его утвердил окружной парламент, внеся изменения в закон о флаге и гербе автономного округа. 8 февраля 2021 года новый герб был внесён в геральдический регистр России. До 1 января 2022 года был предусмотрен переходный период, в течение которого допускалось использование обоих вариантов герба.